# Louis Charles César Le Tellier
Louis Charles César Le Tellier, duca d'Estrées (Parigi, 2 luglio 1695 – Parigi, 2 gennaio 1771), è stato un generale francese, maresciallo di Francia.

## Biografia
Louis Charles César Le Tellier era figlio di Michel François Le Tellier (1663–1721), marchese di Courtenvaux, a sua volta figlio del ministro della guerra di Luigi XIV, François Michel Le Tellier, marchese di Louvois. Sua madre era invece Marie Anne d'Estrées (†1741), figlia del maresciallo Jean II d'Estrées (1624–1707) e sorella minore del maresciallo Victor Marie d'Estrées.
Louis Charles si sposò due volte, la prima con Anne Catherine de Champagne La Suze, ed alla morte di questa con Adélaïde Félicité de Brûlart de Sillery de Puysieux.
Egli fu ispettore generale di cavalleria e tenente generale, distinguendosi nella Battaglia di Fontenoy (1745).
Maresciallo di Francia dal 25 febbraio 1757, egli divenne comandante delle armate di Vestfalia durante la Guerra dei Sette anni. Il 26 luglio 1757, vinse la Battaglia di Hastenbeck contro hannoveriani ed assiani al comando del principe Guglielmo Augusto, duca di Cumberland durante l'invasione dell'Hannover ma venne rimpiazzato come comandante poco dopo. Divenne Ministro di Stato il 2 luglio 1758.
A seguito della sconfitta francese alla Battaglia di Minden nel 1759, gli venne ordinato di condurre un tour d'ispezione delle forze francesi in Germania.
Nel 1746 divenne cavaliere dell'Ordine dello Spirito Santo e ricevette il titolo nobiliare di Duca d'Estrées nel 1763 per parte di sua madre (nello specifico fu duca di brevetto, e quindi con titolo non trasmissibile).
Fu massone dal 1736.

## Stemma
| Stemma | Descrizione | Blasonatura |
| \| \|  | Louis Charles César Le Tellier (1695-1771), marchese di Courtanvaux, conte (1739) e duca d'Estrées (1763), 39º barone di Montmirail, barone di Tigecourt, cavaliere di Louvois, Maresciallo di Francia, cavaliere dell'Ordine dello Spirito Santo | Inquartato : al 1° e al 4°, d'azzurro a tre lucertole d'argento, poste in palo, caricato in fascia al capo da tre stelle d'oro (Le Tellier); al 2° controinquartato: in "a" e "d", d'argento grigliato di nero, al capo d'oro caricato di tre anatre di nero (d'Estrées); in "b" e "c", d'argento al leone armato lampassato e coronato di rosso (de Cœuvres); al 3° d'azzurro a cinque sbarre d'oro. |
|        | | |